# Cardiocondyla nilotica
Cardiocondyla nilotica é uma espécie de formiga do gênero Cardiocondyla, pertencente à subfamília Myrmicinae.